# Circonscription de Karia-Ghafsay
La circonscription de Karia-Ghafsay est l'une des deux circonscriptions législatives marocaines de la province de Taounate située en région Fès-Meknès. Elle est représentée dans la Xe législature par Nour-Den Kchibel, Tahri M'Feddal et Mohamed El-Hejira.

## Historique des députations
| Législature | Début de mandat  | Fin de mandat    | Députés élus | Députés élus              | Députés élus | Députés élus            | Députés élus | Députés élus        |
| ----------- | ---------------- | ---------------- | ------------ | ------------------------- | ------------ | ----------------------- | ------------ | ------------------- |
| IXe         | 26 novembre 2011 | 7 octobre 2016   |              | Abdelaziz Laaboudi (USFP) |              | Bouaza Roukbi (FFD)     |              | Ahmed Moufdi (PI)   |
| Xe          | 8 octobre 2016   | 8 septembre 2021 |              | Nour-Den Kchibel (PJD)    |              | Mohamed El-Hejira (PAM) |              | M'Feddal Tahri (PI) |
| XIe         | 9 septembre 2021 | ?                |              | Nour-Den Kchibel (RNI)    |              | Mohamed El-Hejira (PAM) |              | M'Feddal Tahri (PI) |

## Historique des élections

### Découpage électoral d'octobre 2011

#### Élections de 2016
| Parti       | Parti                                                       | Voix    | %      | Député(s) élus             |  |
| ----------- | ----------------------------------------------------------- | ------- | ------ | -------------------------- |  |
|             | Parti de la justice et du développement (PJD)               | 16 595  | 22,97  | Mohammed Abbou             |  |
|             | Parti de l'Istiqlal (PI)                                    | 16 451  | 22,77  | Abdellatif El-Fouikar      |  |
|             | Parti authenticité et modernité (PAM)                       | 9 728   | 13,47  | Abdellah Drissi El Bouzidi |  |
|             | Union socialiste des forces populaires (USFP)               | 8 767   | 12,14  |                            |  |
|             | Mouvement populaire (MP)                                    | 7 643   | 10,58  |                            |  |
|             | Parti du progrès et du socialisme (PPS)                     | 5 923   | 8,20   |                            |  |
|             | Rassemblement national des indépendants (RNI)               | 5 071   | 7,02   |                            |  |
|             | Parti travailliste (PT)                                     | 1 070   | 1,48   |                            |  |
|             | Fédération de la gauche démocratique (FGD)                  | 461     | 0,64   |                            |  |
|             | Parti de l'environnement et du développement durable (PEDD) | 367     | 0,51   |                            |  |
|             | Mouvement démocratique et social (MDS)                      | 164     | 0,23   |                            |  |
|             |                                                             |         |        |                            |  |
| Inscrits    | Inscrits                                                    | 128 747 | 100,00 |                            |  |
| Abstentions | Abstentions                                                 | 56 507  | 43,89  |                            |  |
| Exprimés    | Exprimés                                                    | 72 240  | 56,11  |                            |  |

#### Élections de 2021
| Parti       | Parti                                         | Voix    | %      | Député(s) élus    |  |
| ----------- | --------------------------------------------- | ------- | ------ | ----------------- |  |
|             | Rassemblement national des indépendants (RNI) | 32 249  | 31,99  | Nour-Den Kchibel  |  |
|             | Parti de l'Istiqlal (PI)                      | 25 155  | 24,95  | M'Feddal Tahri    |  |
|             | Parti authenticité et modernité (PAM)         | 22 893  | 22,71  | Mohamed El-Hejira |  |
|             | Union socialiste des forces populaires (USFP) | 8 506   | 8,44   |                   |  |
|             | Parti de la justice et du développement (PJD) | 6 208   | 6,16   |                   |  |
|             | Parti du progrès et du socialisme (PPS)       | 4 215   | 4,18   |                   |  |
|             | Parti socialiste unifié (PSU)                 | 1 580   | 1,57   |                   |  |
|             |                                               |         |        |                   |  |
| Inscrits    | Inscrits                                      | 135 346 | 100,00 |                   |  |
| Abstentions | Abstentions                                   | 34 540  | 25,52  |                   |  |
| Exprimés    | Exprimés                                      | 100 806 | 74,48  |                   |  |